# مدينة دبي للإعلام

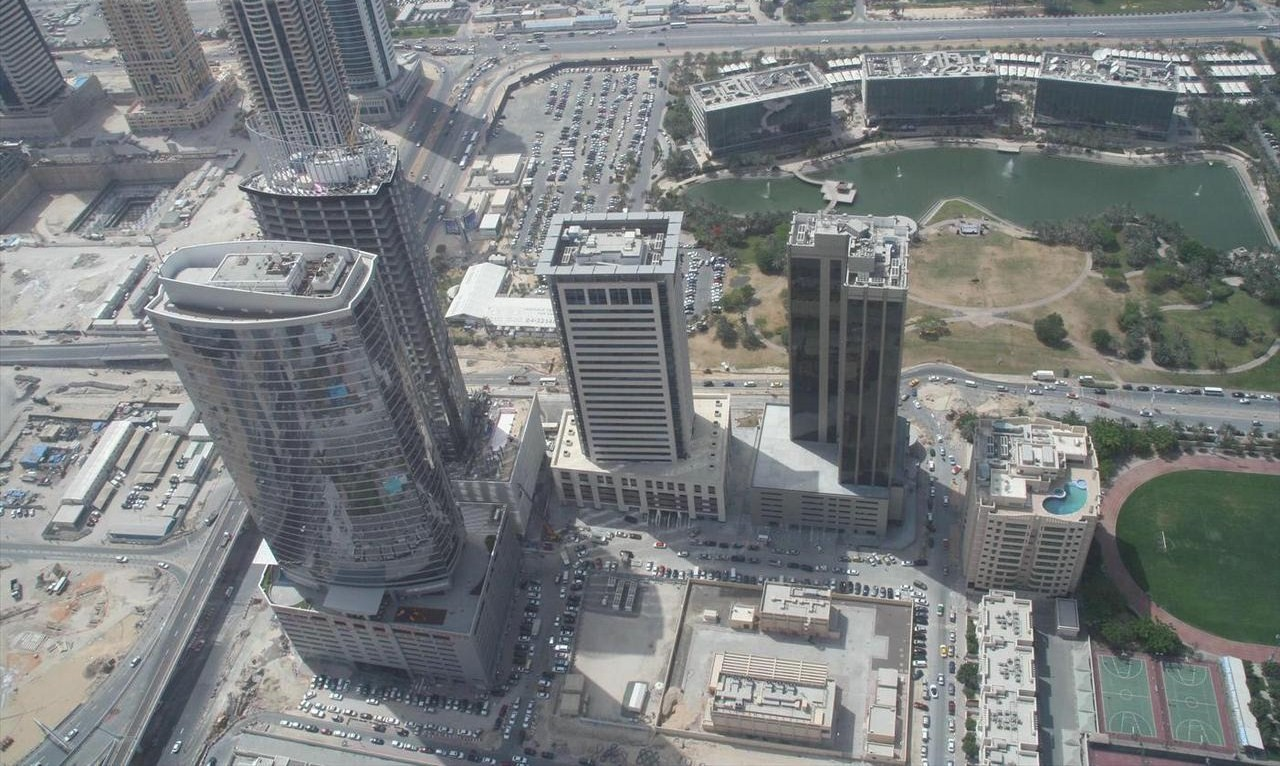
صورة جوية لمدينة دبي للإعلام

مدينة دبي للإعلام أنشئت في دبي بالإمارات العربية المتحدة. وهي منطقة حرة تملكها شركة دبي القابضة مخصصة للعمل الإعلامي بكافة صوره وأشكاله. وتضم مجموعة واسعة من الشركات الإعلامية، بما في ذلك المحطات التلفزيونية، وشركات الإنتاج، ووكالات الدعاية والإعلان، وتهدف المدينة إلى تعزيز بيئة إعلامية تتميز بالابتكار والمهنية.

## التأسيس
وجّه الشيخ محمد بن راشد آل مكتوم بتأسيس مدينة دبي للإعلام عام 2000 لجعل دبي مركزاً إقليمياً وعالمياً رائداً للإعلام، وكلّف محمد عبدالله القرقاوي مدير عام سلطة منطقة دبي الحرة للتكنولوجيا والتجارة الإلكترونية والإعلام في ذلك الحين بإدارة وتنفيذ المشروع  وذلك بعد نجاح إطلاق مدينة دبي للإنترنت في أكتوبر من العام نفسه. وتضم المدينة اليوم أكثر من 4000 شركة إعلامية متخصصة، و33 ألف مهني ومتخصص في مجال الإعلام. في عام 2019، اختار مجلس وزراء الإعلام العربي دبي عاصمة للإعلام العربي لعام 2020، تأكيداً على الدور المهم لدولة الإمارات في تطوير وتنمية هذا المجال.

## الخدمات المتوفرة
تضم مدينة دبي للإعلام مجموعة واسعة من الشركات الإعلامية والمحطات التلفزيونية وشركات الإنتاج ووكالات الدعاية والإعلان، كما تحتوي المدينة على مساحات مكتبية مرنة ومرافق متطورة مما يوفر بيئة عمل حديثة للشركات، وتتضمن المدينة أيضاً مجموعة من المرافق الضرورية، مثل إستوديوهات البث، ووسائل الإنتاج الإعلامي، ومراكز المؤتمرات، مما يسهم في تقديم خدمات إعلامية متكاملة. كما تساهم مدينة دبي للإعلام بشكل فعال في تطوير صناعة الإعلام في المنطقة من خلال تقديم العديد من البرامج التدريبية والندوات والمؤتمرات التي تهدف إلى تعزيز المهارات والابتكار في هذا القطاع، وتوفر المدينة أيضاً منصات للشركات الناشئة والمبدعين في مجال الإعلام، وتُعد مركزاً لمؤسسات وشركات عالمية مثل بي بي سي (BBC) وسي إن إن (CNN)، ووكالة تومسون رويترز، وفوربس وسوني وغيرها العديد من الشركات.

## مسرح مدينة دبي للإعلام
يُقام على مسرح مدينة دبي للإعلام عدد كبير من الفعاليات المحلية والعالمية، والمهرجانات، وحفلات تقديم الجوائز والمعارض، حيث يتسع المسرح لأكثر من 15 ألف شخص، كما يُقدّم على المسرح مهرجان ريد فيست دبي، المهرجان الموسيقي الأضخم من نوعه في الإمارات، الذي يستضيف كبار النجوم من شتى أنحاء العالم لمدة يومين سنوياً ويجذب حضوراً جماهيرياً كبيراً من محبي الموسيقى والفن لحضور تلك الفعاليات.

كما يقام مهرجان مذاق دبي على مسرح مدينة دبي للإعلام ، إلى جانب تنظيم مهرجانات عالمية وعروض موسيقى الجاز وحفلات عازفي الجيتار وأنشطة ترفيهية سينمائية وفعاليات تذوق المأكولات

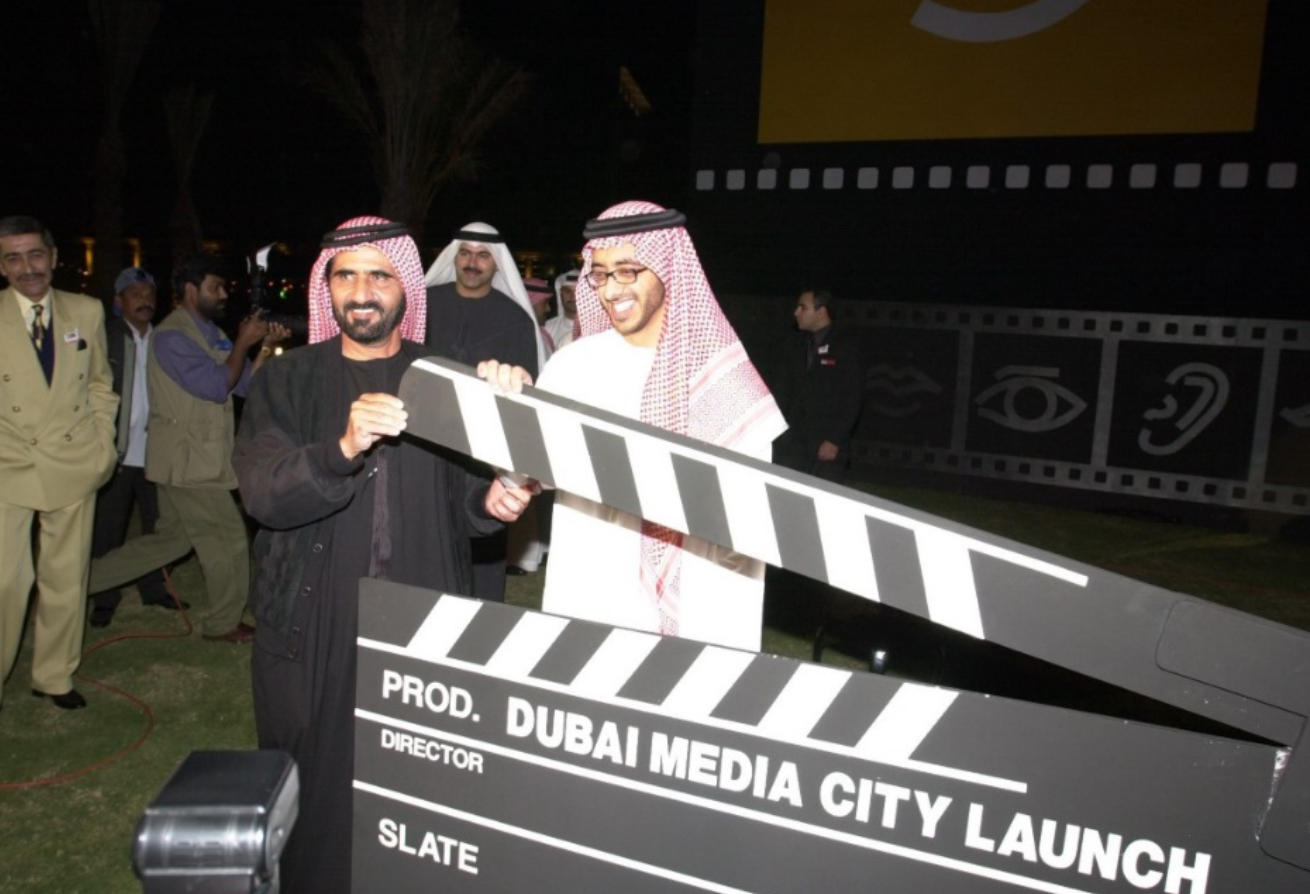
الشيخ محمد بن راشد والشيخ عبدالله بن زايد ومعالي محمد القرقاوي خلال افتتاح مدينة دبي للإعلام عام 2000

### الأنشطة المسموح بها في مدينة دبي للإعلام[12]
معظم الأنشطة مسموح به من قبل سلطات المدينة تندرج تحت فئة وسائل الإعلام، وتُصدر المنطقة الحرة تراخيص مهنية لرواد الأعمال المختصين في المجالات الإعلامية، وهي مفتوحة لمجموعة واسعة من الأنشطة المتعلقة بالإعلام مثل:
- خدمات إعلامية وتسويقية
- النشر
- إدارة الأحداث
- تصميم المواقع
- التمثيل
- مجال الاتصالات
- الكتابة والتأليف
- الدعاية والإعلان
- الصحافة
- الاستشارات الإعلامية
- العلاقات العامة PR
- استشارات العلامة التجارية
- وسائل الإعلام الاجتماعية
- إذاعة
- خدمات الدعم الإعلامي
- وسائط جديدة

## أبرز المؤسسات الإعلامية في مدينة دبي للإعلام
- رويترز
- سي إن إن
- بي بي سي
- بلومبيرغ
- سي إن بي سي العربية
- راديو سوا
- شو تايم أرابيا
- مجموعة إم بي سي
- تن سبورتس
- تلفزيون تاج
- شبكة آري الرقمية
- تلفزيون جيو
- آي سي فلكس
- تلفزيون والت ديزني الشرق الأوسط
- كرتون نتورك بالعربية
- نكلوديون العربية
- سبيستون
- فتافيت
- سيتروس تي في

## مطبوعات
- صحيفة أوراق
- صحيفة الشرق الأوسط

## مؤسسات نشر
- ماكميلان (مكتب دبي)

## مؤسسات أخرى
- وحدة الاستخبارات الاقتصادية